# 권재술
권재술(權載述, 1948년 12월 27일 ~ )은 대한민국의 교육인이다.

## 학력
- 서울대학교 물리교육학 학사
- 서울대학교 교육대학원 물리교육학 석사
- 오하이오 대학교 대학원 물리교육학 박사

## 약력
- 한국교육개발원 과학교육연구실 연구원
- 한국과학교육학회 이사
- 한국교원대학교 조교수
- 한국교원대학교 제3대학 물리교육과 교수
- 한국물리학회 물리교육분과 총무
- 한국과학교육학회 편집위원 위원장
- 한국교원단체총연합회 국제협력위원 위원장
- 한국교원대학교 제3대학 학장
- 한국교원대학교 종합교육연수원 원장
- 한국과학교육학회 회장
- 한국교원대학교 총장